# Liangcheng

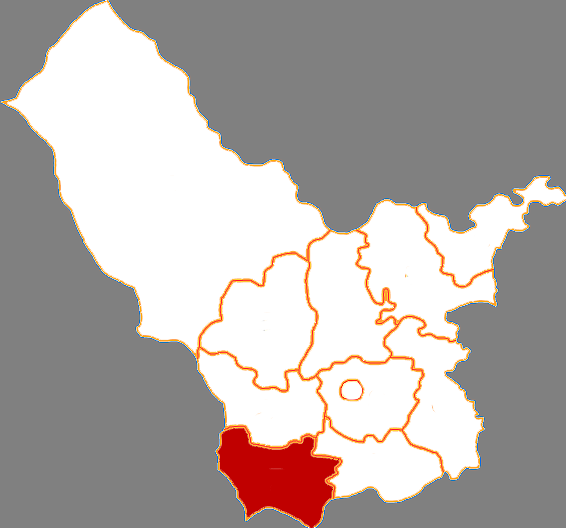
Lage Liangchengs in Ulanqab

Der Kreis Liangcheng (chinesisch 凉城县, Pinyin Liángchéng Xiàn; mongolisch ᠯᠢᠶᠠᠩᠴᠠᠩ ᠰᠢᠶᠠᠨ Liyaŋčaŋ siyan) ist ein Kreis der bezirksfreien Stadt Ulanqab im Zentrum des Autonomen Gebiets Innere Mongolei im Norden der Volksrepublik China. Er hat eine Fläche von 3.451 km² und zählt 230.000 Einwohner. Sein Hauptort ist die Großgemeinde Daihai (岱海镇).